# Hey Violet
Hey Violet је женски рок бенд из Лос Анђелеса, који је основала Jyлија Пирс. Менаџер бенда је бубнјар Саманта Мелони која је раније свирала у бендовима “Hole”, “Motley Crue”, “Eagles of Death Metal”. Бенд је своје име добио по књизи "Cherry Bomb: The Ultimate Guide to Becoming a Better Flirt, a Tougher Chick, and a Hotter Girlfriend -- and to Living Life Like a Rock Star". Cherri Bomb је потписао уговор са Hollywood Records, a свој први студијски албум “This is the end of control” издали су 15 маја 2012.

## Историја
Бенд је основан 2008. од стране Јулија Пирс (у то време она имала 11 година), која се преселила у Калифорнију да створи рок групу. Кроз ширење летака широм Лос Анђелеса и претраживања на мрежи она је нашла Нију Ловелис и Миранду Милер. Али још увек нису имали басиста, Рена, млађа сестра Није, е такође одлучила да се придружи групи, кад је научила да свира бас. Јулија каже: “Ишли смо од пробе једном или два пута током викенда до студиранја код куће и пробе сваки дан. Од свирања у малим клубовима до највеће светске фестивале (Reading and Leeds, Australian Soundwave)”. У фебруару 2011, они су потписали уговор са Hollywood Records.
Cherri Bomb је свирао као предгрупа познатим рок бендовима као што су Filter, Camp Freddy, Foo Fighters, Smashing Pumpkins, Bush, Staind и Steel Panther. Такође су свирале на многим фестивалима, као T in the Park, Oxegen, Sonisphere, Reading and Leeds Festivals. У фебруару 2012. године бенд је наступио на најпознатијем аустралијском фестивалу Soundwave, где је Cherri Bomb такође наступао као предгрупа бендовима Bush и Staind. Лети 2012, они ће се појавити на Vans Warped Тоur-у. Cherri Bomb издали су свој дебитантски ЕП “Stark” 18 октобра 2011, a свој дебитантски студијски албум, “This is the End of Control”, 15 маја 2012.

## Чланови
- Јулија Пирс (Мај 22, 1997) – соло гитара
- Нија Ловелис (Јануар 1, 1997) – бубњеви, вокал
- Миранда Милер (Новембар 22, 1995) – ритам и соло гитара, тастатура, вокал
- Рена Ловелис (Април 6, 1998) – бас гитара, вокал

## Дискографија

### Албуми
- This is the End of Control (2012)

### EP
- Stark (2011)